# 北海道函館西高等學校
北海道函館西高等學校（日语：北海道函館西高等学校）是一間位於日本北海道函館市的公立高等學校。

## 摘要
學校於1905年（明治38年）以北海道廳立函館高等女學校之名創立，位於函館山腳下。若爬上八幡坂的最頂端，可遠眺函館港、市區到最遠的北海道駒岳，校園周邊有函館正教會和元町天主堂、舊函館區公會堂在內的歷史建築。
自成立以來已有3萬多名畢業生，其中包括演歌歌手北島三郎、作家辻仁成、作家佐藤泰志等為首的各領域名人。校友會名稱為「同窗會」，每年10月於五島軒舉行聚會，並有大量畢業生參與。
2019年4月1日起，將與位於函館市石川町的北海道函館稜北高等學校整合。學校的學徽、校歌和校訓及制服在合併後被更改。此外也引入了單位制，增加到一個年級6個班級（總共240位學生）。

## 歷史
- 1905年（明治38年）創校，初名為「北海道廳立函館高等女學校」。
- 1948年（昭和23年）學制改革，更名為「北海道立函館女子高等學校」。
- 1950年（昭和25年）開始招收男生。改名為「北海道函館西高等學校」，並增設夜間部。
- 1983年（昭和58年）遷移校舍至現址。
- 1995年（平成7年）結束夜間部教學。
- 2015年（平成27年），在函館市民會館（日语：函館市民会館）舉行建校110週年紀念典禮。
- 2019年（平成31年），與北海道函館稜北高等學校併校。更換校徽、校歌、制服和單位編制整合。

## 硬體設施

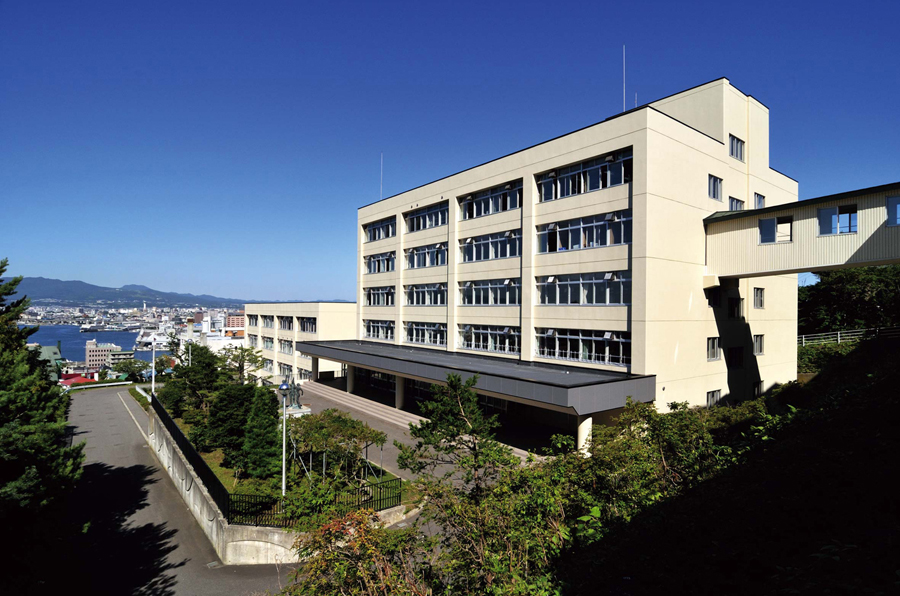
行政大樓跟教學大樓的側拍

第四代校舍於1983年（昭和58年）完工。第四代校舍總計有四棟校舍，分別為：行政大樓4層樓，教學樓5層樓（相當於行政樓3到7樓）、體育館（行政大樓6樓）及格技場2層樓（行政樓5到6樓）。

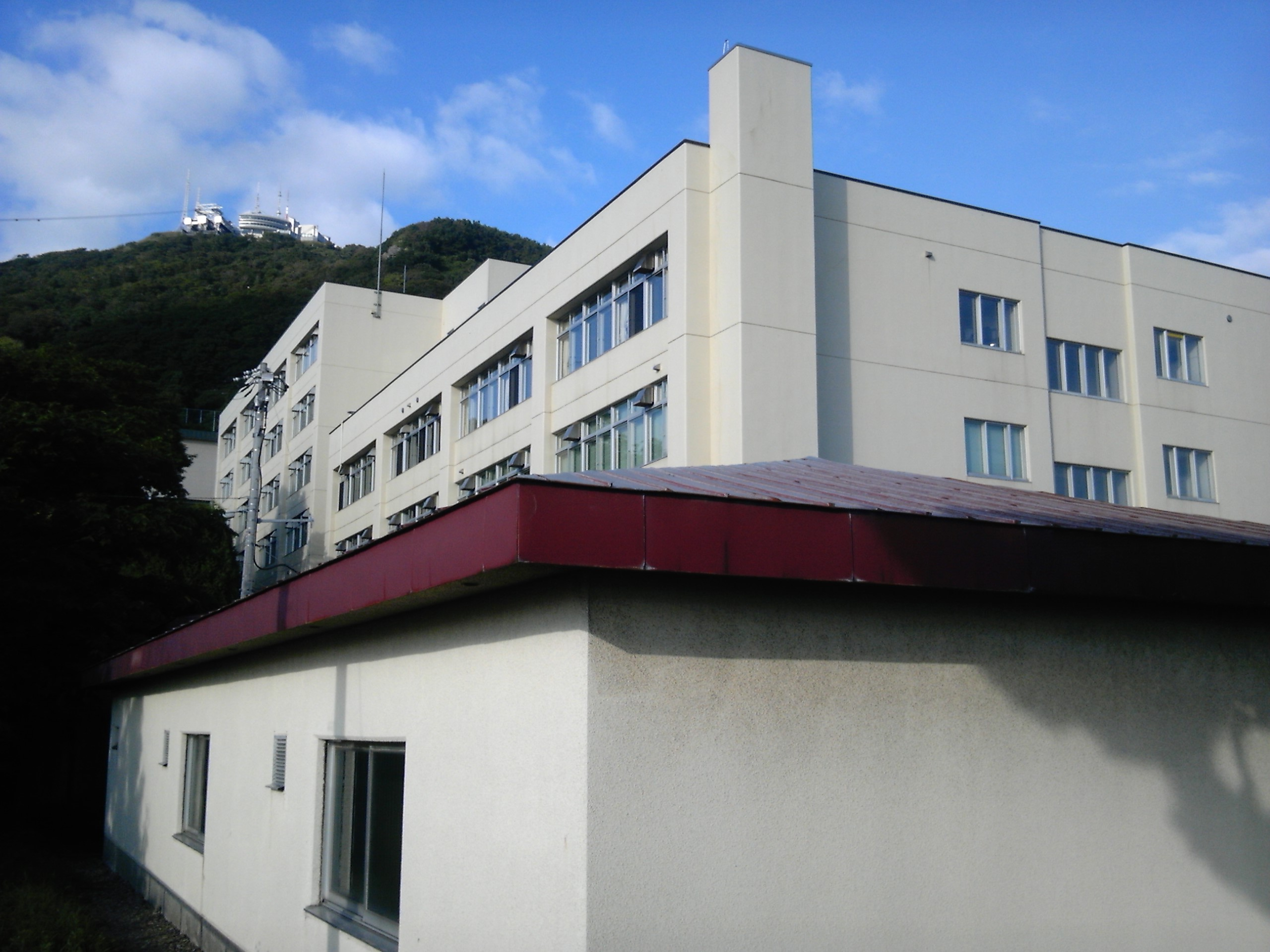
從可以看到樓梯側的角度進行拍攝

行政大樓3樓、教學樓4樓（相當於行政大樓6樓），與體育館之間有聯絡道。此外，體育館也有通往格技場的聯絡道。此外校舍內沒有安裝電梯，都是以ABCD四個樓梯進行移動。
校園現有硬體設施如下：
- 行政大樓
- 教學大樓
- 體育館（行政大樓6樓）
  - 2000年（平成12年）完工，內部可容納一個籃球場的空間。
- 道場（行政大樓5樓）
  - 2007年（平成19年）完工，內部可容納一個劍道場跟柔道場的空間。
- 操場
  - 所在地點比校舍位置還高。一圈300公尺，且可作為棒球場使用。此外還有三個網球場、一個投球練習場和一個戶外廁所。
- 自行車停車場
  - 於2008年完工，於舊道場新設，可停放300輛車。

## 交通方式
- 函館市區電車－「末廣町站」下車，走路10分鐘路程。
- 函館巴士（日语：函館バス）－「元町」公車站下車，走路3分鐘路程，或由「西高校前」公車站下車，走路1分鐘路程。
- JR函館車站下車，走路30分鐘路程。
- 函館山纜車（日语：函館山ロープウェイ） －「山麓站」下車，走路3分鐘路程。

## 出身名人
- 北岛三郎 - 演歌歌手
- 辻仁成 - 歌手、電影導演、作家
- 佐藤泰志（日语：佐藤泰志） - 作家[2][3]
- 麻生直子（日语：麻生直子） - 詩人
- 三遊亭洋樂（日语：三遊亭洋楽） - 落語家、函館市議員
- 橋本力（日语：橋本力） - 退役職業棒球選手
- 石原正（日语：石原正） - 俯視圖畫師
- 加藤唯史 - 漫畫家
- 森真沙子（日语：森真沙子） - 小說家
- 關口苑生（日语：関口苑生） - 書評家

## 附註
1. 1 2  じゃらんニュース. . エキサイトニュース. 2019-05-30  [2019-08-04]. （原始内容存档于2019-08-04） （日语）.
2. ↑  VY. . The News Lens 關鍵評論網. 2017-06-24  [2019-08-04]. （原始内容存档于2019-08-04） （中文（臺灣））.
3. ↑  . 映画.com. 2017-06-06  [2019-08-04]. （原始内容存档于2019-08-04） （日语）.
4. ↑  . 函館市公式観光情報サイトはこぶら. 2017-04-23  [2019-08-04]. （原始内容存档于2019-05-29） （日语）.

## 外部連結
- 北海道函館西高等學校（页面存档备份，存于）
- 北海道函館西高等學校同窗會
- 北海道函館西高等學校同窗會東京支部（页面存档备份，存于）
- 北海道函館西高等學校同窗會札幌支部（页面存档备份，存于）
- 北海道函館西高等學校同窗會關西支部（页面存档备份，存于）
- 函館電影委員會對於北海道函館西高等學校的介紹（页面存档备份，存于）